# چکیده‌سنگ

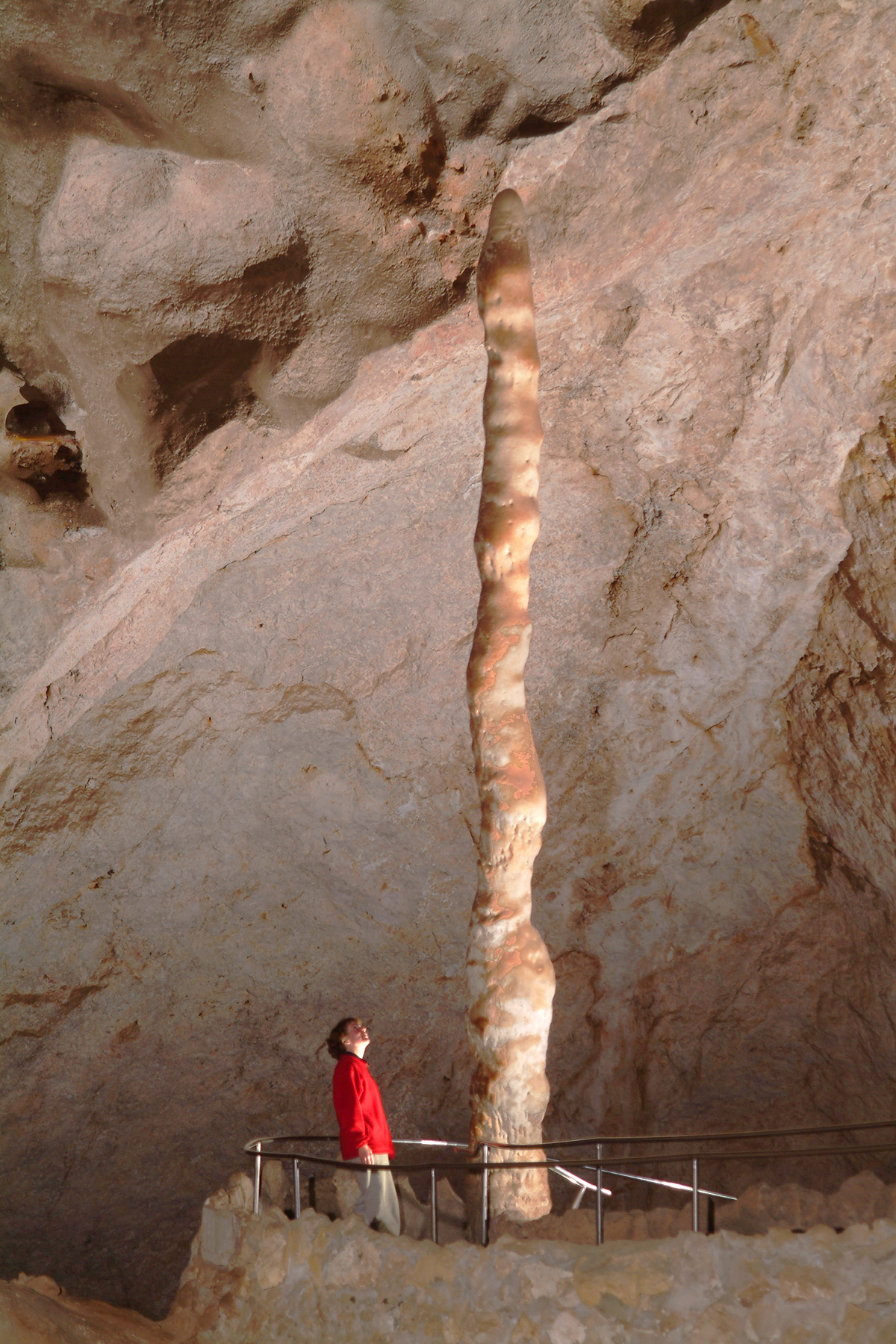
چکیده‌سنگی به نام «انگشت جادوگر» (Witch's Finger) در غارهای کارلس‌باد، نیومکزیکو، آمریکا.

چکیده‌سنگ، کف‌چکه‌سنگ یا استالاگمیت (Stalagmite) (نام‌های دیگر: دنگاله، کلفهشنگ وارونه) ستونی از مواد معدنی است که از کف غار بالا آمده باشد.
چکیده‌سنگ در زیر قندیلی به نام چکنده‌سنگ به‌وجود می‌آید و این دو به مرور زمان به هم می‌رسند و ستون واحدی را تشکیل می‌دهند.